# 하이센스
하이센스(중국어 간체자: 海信集团, 정체자: 海信集團, 병음: Hǎixìn Jítuán 하이신 지퇀[*], 영어: Hisense Co., Ltd.)는 중국의 가전 제품 회사이다.